# Love Letters (canción de Elvis Presley)

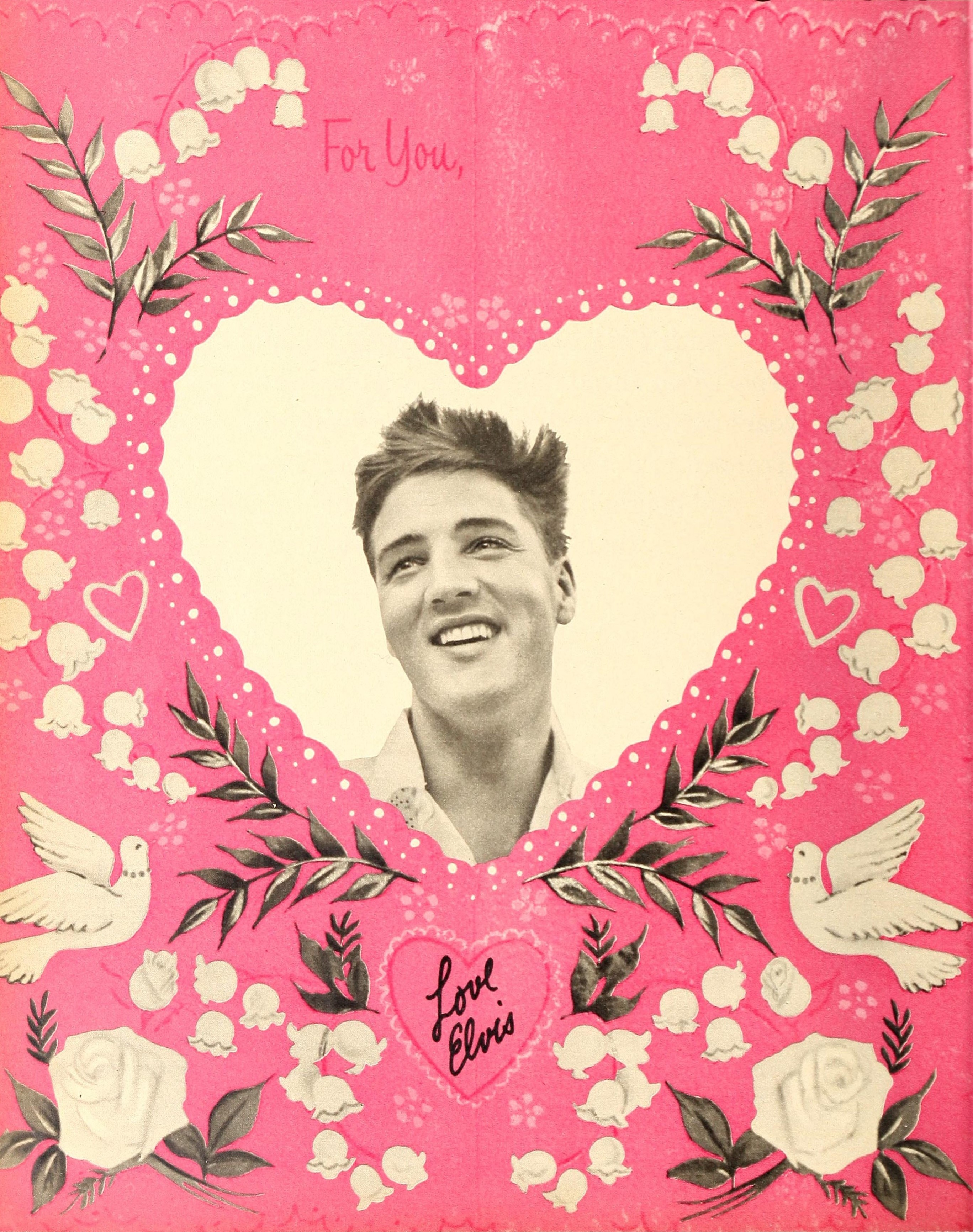
Tarjeta del día de San Valentín con la imagen de Elvis Presley

"Love Letters" ("Cartas de amor") es una canción popular del género romántico, grabada por Elvis Presley por primera vez el 26 de mayo de 1966. Cuatro años después Elvis volvería a grabar la canción, la cual encabezaría el álbum titulado Love Letters from Elvis. Editada en 1966 por la compañía RCA como disco sencillo, la canción entró a varias listas de éxitos tanto en los Estados Unidos como a nivel mundial. 

## Grabación
"Love Letters" fue grabada por Elvis en el legendario estudio B de la RCA en Nashville, un estudio recurrente a lo largo de la carrera de Elvis, el 26 de mayo de 1966. Elvis se había sentido entusiasmado con grabar material que no estuviese relacionado con las bandas sonoras de sus películas. Fue durante esas sesiones de grabación a finales de mayo de 1966 que Presley registró un buen número de canciones góspel que conformarían su exitoso álbum How Great Thou Art aunque "Love Letters" no sería incluido en el mismo. Dos días después él grabó la canción "Come What May" que se destinó como cara B de un sencillo que vio la luz ese mismo año con "Love Letters" como cara A. 
El resto de las grabaciones que Presley registró en mayo de 1966 y que no se incluyeran en "How Great Thou Art" fueron lanzadas al mercado como sencillos o como bonus tracks en álbumes destinados a música de películas.

## Músicos de las sesión
- Elvis Presley - voz
- Scotty Moore y Chip Young - guitarras
- Charly McCoy - bajo
- Floyd Cramer - piano
- D. J. Fontana y Buddy Harman - batería
- Henry Slaughter - coros
- David Brigs - coros
- The Imperials - coros
- Millie Kirkham - coros
- June Page - coros
- Dolore Edgin - coros

## Letra
La letra, al igual que una corta misiva de amor habla sobre el efecto que le produce al narrador el leer las cartas de amor de su pareja, al punto de que él siente que no está solo durante las noches, ya que experimenta cada una de sus palabras como si su contrapartida estuviese junto a él en ese momento,("I'm not alone in the night when I can have all the love you write") memorizando cada línea y besando incluso el nombre con el que ella las firma, y así, una vez que termina de leerlas vuelve a leerlas otra vez en un gesto de total devoción hacia ella ("And I kiss the name that you sign"). 

## Estilo
En "Love Letters" Elvis demuestra una vez más sus condiciones como cantante estilo crooner y para posicionarse como artista en un nivel de elite, dentro de un contexto musical donde la música que estuviese de moda en ese momento no tuviera importancia alguna. En la canción se destaca, por debajo de la voz de Elvis, el acompañamiento del piano con el ritmo sostenido por una batería ejecutada con escobillas y la aparición de las melodías corales  entre las que se encontraba el aporte de la cantante Millie Kirkham que ya había trabajado junto a Elvis en la grabación del álbum Blue Christmas,  para enfatizar pasajes de la canción a medida ésta va creciendo en intensidad. 
Ediciones
- "Love Letters" / "Come What May" (sencillo) RCA 47-8870 - 1966
- Elvis' Gold Records volume 4 - 1968
- Love Letters from Elvis - 1971
- From Nashville to Memphis: The Essential '60s Masters (Box Set) CD 3 - 1993 [8]

## Listas
| Listas (1966)        | Posición alcanzada |
| -------------------- | ------------------ |
| Bélgica (Ultratop)   | 20                 |
| Canadá               | 12                 |
| Países Bajos         | 25                 |
| New Zeland           | 7                  |
| South African Charts | 11                 |
| UK Singles Chart     | 6                  |
| US Billboard Hot 100 | 19                 |
| US Radio 179         | 19                 |

## En la cultura popular
En el libro autobiográfico "Elvis y yo" escrito por Priscilla Beaulieu que describe su relación entre ella y Elvis a partir de que se conocieron en Alemania en 1959, ella narra que cuando Elvis debía regresar a los Estados Unidos luego de concluir su período de reclutamiento en el ejército en 1960, ellos continuaron manteniendo correspondencia durante al menos dos años hasta que ella viajó por primera vez a visitarlo. Durante esos dos años en el que ambos permanecieron separados viviendo en distintos países, las cartas de amor fueron el medio por el cual mantuvieron viva su relación sentimental. A pedido de Elvis cuando ella le escribiese, debía hacerlo en papel rosado y enviárselas a Joe Espósito, el mánager personal de Elvis durante las giras,  para que él supiera que se trataba de ella y no de algún fan. 